# 科尔泰
科尔泰（法語：Corte，法語發音：[kɔʁte]），法国东南部城市，位于科西嘉岛上，是上科西嘉省的一个市镇，同时也是该省的一个副省会，下辖科尔泰区，其市镇面积为149.3平方公里，2022年1月1日时人口数量为7,737人，是该省人口第二多的市镇，仅次于省会巴斯蒂亚，在法国城市中排名第1,415位。
科尔泰位于科西嘉岛中北部，上科西嘉省南部的一处河谷之中，地理位置重要，历史上曾为科西嘉共和国的国都，也是科西嘉建省初期的省会，现代是一个区域性的中心城市和交通枢纽，科西嘉大学在此设有一个校区。

## 地名来源

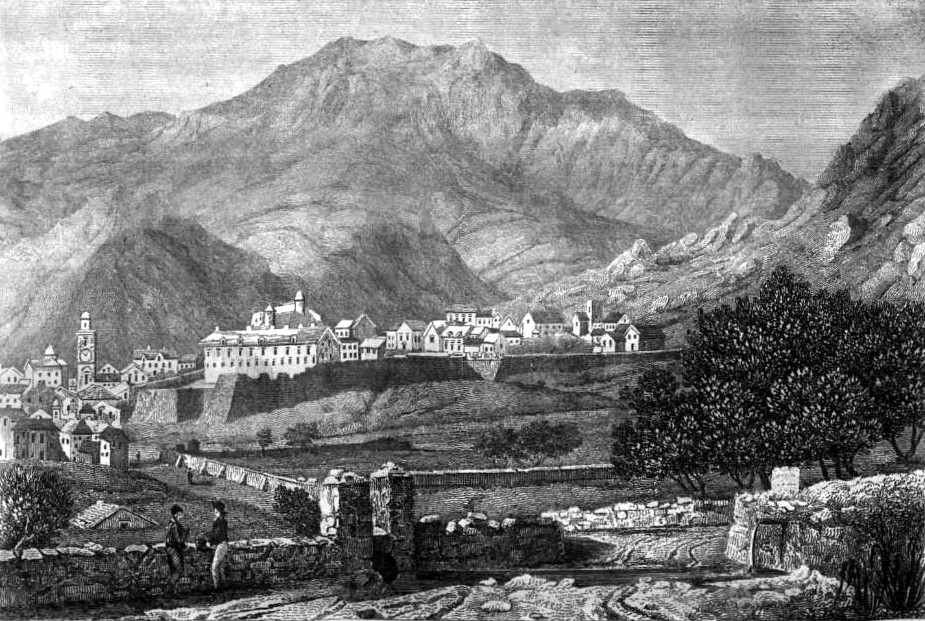
18世纪初的科尔泰

根据科西嘉中世纪文学家乔瓦尼·德拉·格罗萨的描述，“科尔泰”一名来源于当地的民间传说人物，后者为科西嘉统治者阿亚佐（Aiazzo）之子，是科尔泰的创造者。
科尔泰的科西嘉语名称为。

## 历史
科尔泰位于科西嘉岛内陆，建城于中世纪中期，13世纪时被科尔坦科家族统治，后者在此修建了一处城堡，以抵御敌对家族。1553年，在科西嘉军事家桑皮埃罗·科尔索的领导下，弗朗索瓦一世的随从曾短居于科尔泰，此后热那亚人入侵科西嘉。18世纪时，科西嘉居民普遍反抗热那亚人的暴行，1755年，帕斯夸莱·保利宣布科西嘉独立，成立科西嘉共和国，定都科尔泰。1769年，科西嘉共和国军队在新桥战役中失利，科西嘉随即划入法兰西，法国大革命后成为一个省，省会最初定于科尔泰，1796年迁至巴斯蒂亚。第二次世界大战期间，科尔泰及科西嘉曾被意大利军队占领。1981年，科西嘉大学科尔泰校区建成。

## 地理

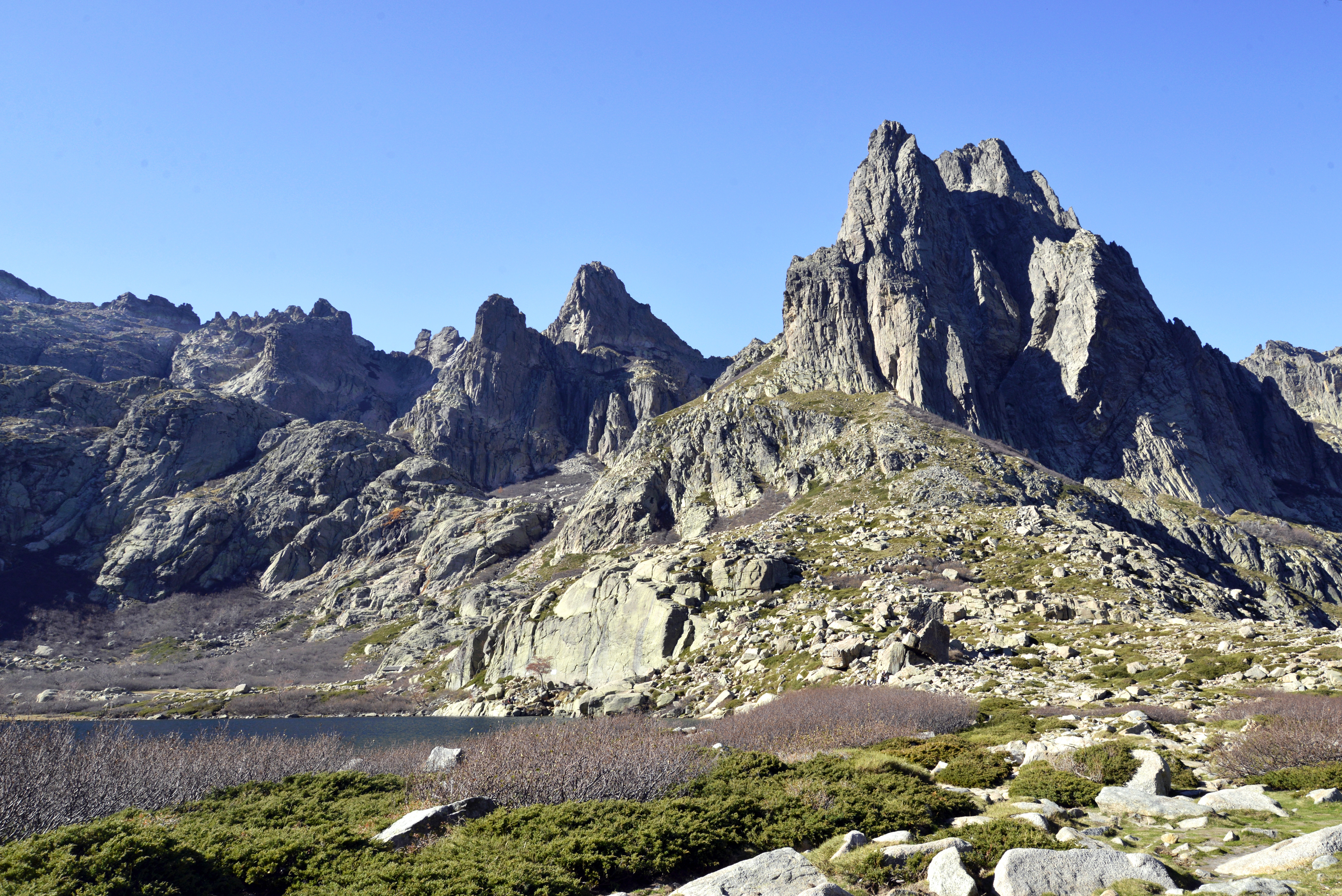
梅洛湖及附近的山峰

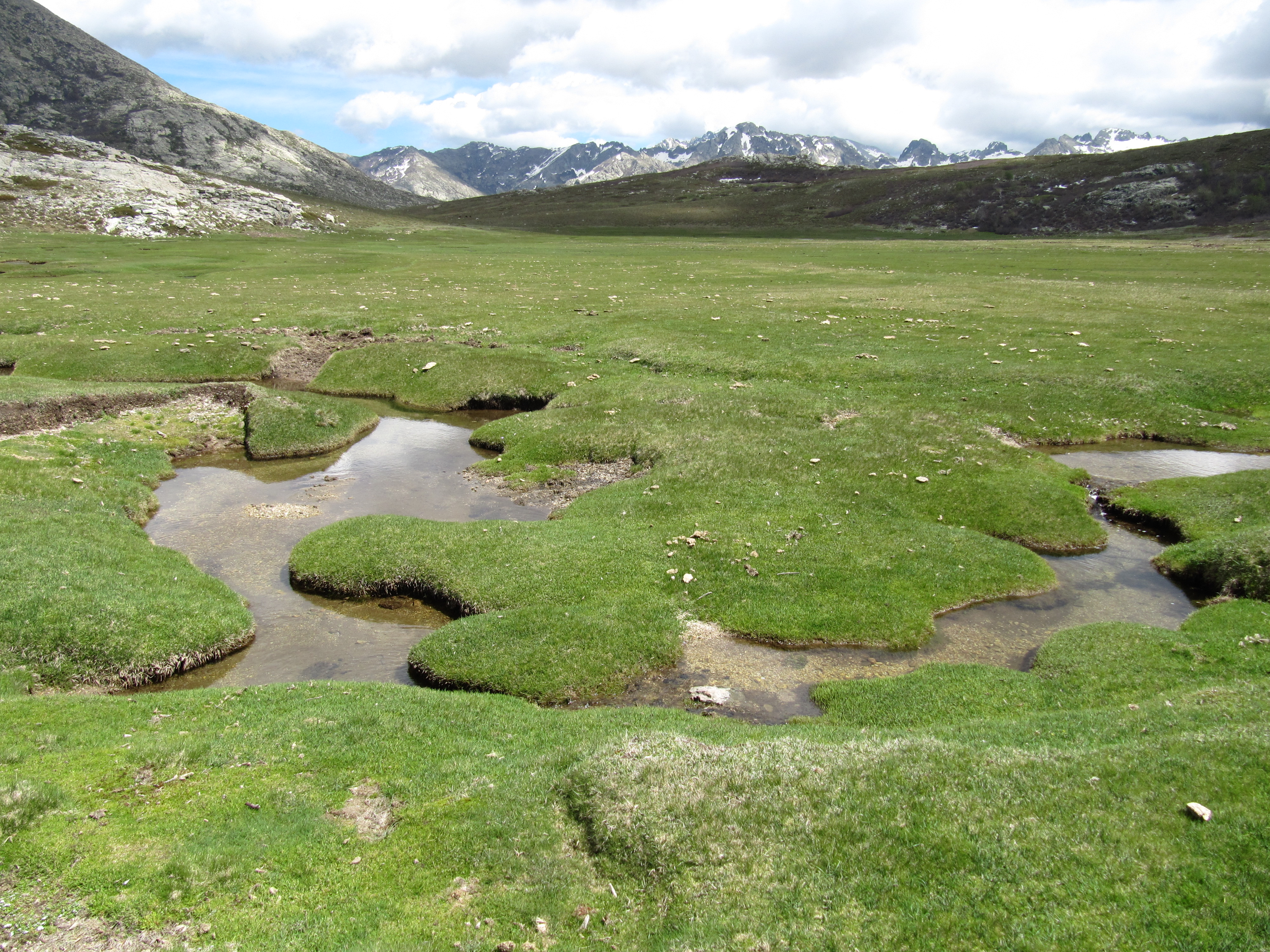
科尔泰境内的一处高山草甸

科尔泰位于法国东南部，科西嘉中北部部和上科西嘉省南部，距离省会巴斯蒂亚大约69公里。与科尔泰接壤的市镇包括：奥尔托、卡拉庫恰、卡萨诺瓦、科尔夏。

### 地形
科尔泰位于科西嘉岛腹地，境内以山地为主，地形复杂，科西嘉最高点罗通多峰位于其境内南部，全境海拔在299到2,626米之间。

### 水文
塔維尼亞諾河流经境内，其支流雷斯托尼卡河在此与其交汇。科尔泰境内有多处山地湖泊，包括梅洛湖等。

### 植被
科尔泰属于亚热带常绿硬叶林区，市区四周的山地上分布有天然森林。

### 气候
科尔泰在柯本气候分类法中属于地中海气候，因其海拔相对较高且地形封闭，故又有一定的山地特征。
科尔泰境内设有气象站，以下为该气象站的数据（其中日照数据取自巴斯蒂亚）：
| 科尔泰1981年－2019年 | 科尔泰1981年－2019年 | 科尔泰1981年－2019年 | 科尔泰1981年－2019年 | 科尔泰1981年－2019年 | 科尔泰1981年－2019年 | 科尔泰1981年－2019年 | 科尔泰1981年－2019年 | 科尔泰1981年－2019年 | 科尔泰1981年－2019年 | 科尔泰1981年－2019年 | 科尔泰1981年－2019年 | 科尔泰1981年－2019年 | 科尔泰1981年－2019年 |
| 月份                 | 1月                  | 2月                  | 3月                  | 4月                  | 5月                  | 6月                  | 7月                  | 8月                  | 9月                  | 10月                 | 11月                 | 12月                 | 全年                 |
| -------------------- | -------------------- | -------------------- | -------------------- | -------------------- | -------------------- | -------------------- | -------------------- | -------------------- | -------------------- | -------------------- | -------------------- | -------------------- | -------------------- |
| 历史最高温 °C（°F）  | 23.8 (74.8)          | 22.4 (72.3)          | 29.2 (84.6)          | 27.2 (81.0)          | 33.1 (91.6)          | 36.5 (97.7)          | 41.1 (106.0)         | 39.5 (103.1)         | 35.3 (95.5)          | 31.2 (88.2)          | 24.8 (76.6)          | 21.5 (70.7)          | 41.1 (106.0)         |
| 平均高温 °C（°F）    | 12 (54)              | 12.9 (55.2)          | 15.8 (60.4)          | 18.1 (64.6)          | 23.5 (74.3)          | 27.6 (81.7)          | 31.1 (88.0)          | 31.3 (88.3)          | 26 (79)              | 21.3 (70.3)          | 15.9 (60.6)          | 12 (54)              | 20.6 (69.1)          |
| 日均气温 °C（°F）    | 6.3 (43.3)           | 6.6 (43.9)           | 9.3 (48.7)           | 11.5 (52.7)          | 16.1 (61.0)          | 20 (68)              | 22.8 (73.0)          | 23.2 (73.8)          | 18.8 (65.8)          | 15.1 (59.2)          | 10.1 (50.2)          | 6.9 (44.4)           | 13.9 (57.0)          |
| 平均低温 °C（°F）    | 0.5 (32.9)           | 0.3 (32.5)           | 2.7 (36.9)           | 4.9 (40.8)           | 8.7 (47.7)           | 12.3 (54.1)          | 14.5 (58.1)          | 15 (59)              | 11.7 (53.1)          | 8.9 (48.0)           | 4.4 (39.9)           | 1.7 (35.1)           | 7.1 (44.8)           |
| 历史最低温 °C（°F）  | −8.3 (17.1)          | −8.7 (16.3)          | −8.7 (16.3)          | −3.9 (25.0)          | 0.9 (33.6)           | 3.9 (39.0)           | 6.2 (43.2)           | 6.8 (44.2)           | 3.9 (39.0)           | −0.8 (30.6)          | −4.7 (23.5)          | −7.5 (18.5)          | −8.7 (16.3)          |
| 平均降水量 mm（）    | 69.2 (2.72)          | 55.1 (2.17)          | 49.7 (1.96)          | 79.1 (3.11)          | 57.5 (2.26)          | 35.7 (1.41)          | 29.1 (1.15)          | 30.7 (1.21)          | 53.4 (2.10)          | 106 (4.2)            | 116.6 (4.59)         | 121.5 (4.78)         | 803.6 (31.64)        |
| 月均日照時數         | 133.8                | 157.5                | 192                  | 214                  | 268                  | 295.6                | 345.1                | 304.2                | 232                  | 175.8                | 133                  | 128.2                | 2,579.2              |
| 来源：infoclimat.fr  |                      |                      |                      |                      |                      |                      |                      |                      |                      |                      |                      |                      |                      |

## 行政区划
科尔泰是法国科西嘉领土集体上科西嘉省的一个市镇，编号为2B096，它也是上科西嘉省的一个副省会。科尔泰下辖科尔泰区，管理科尔泰县，同时也是中央科西嘉市镇公共社区的办公驻地。
法国国家统计与经济研究所（简称）在进行数据统计时，将科尔泰单独设为科尔泰城市核心区，并将包括核心区在内的周边共19个市镇划为科尔泰城市区。同时，还将科尔泰市镇分为了2个“块区”（IRIS），以便于统计人口分布情况。

## 交通

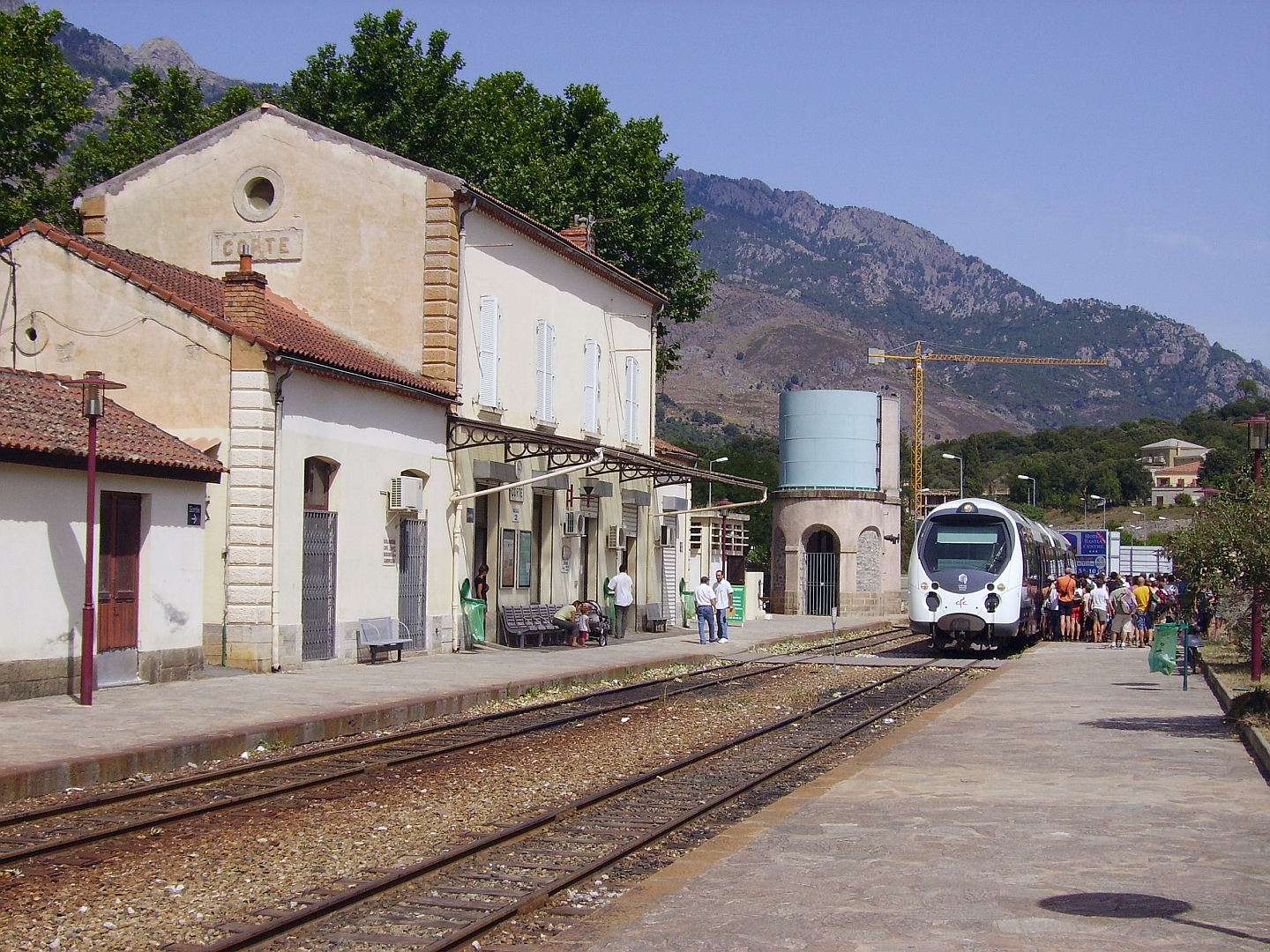
科尔泰火车站

### 公路
纵贯科西嘉南北的T20公路经过科尔泰，此外多条上科西嘉省省道在科尔泰境内交汇，科西嘉大区下属的城际客运提供巴士线路，可前往阿雷利亚。
2017年，60.7%的科尔泰家庭拥有至少一辆的私人汽车。2018年，科尔泰境内共发生各类交通事故9起，造成1人遇难，8人受伤。

### 铁路
科尔泰位于巴斯蒂亚－阿雅克肖铁路上，是科西嘉铁路系统的一个车站，不与法国本土铁路网连通。科尔泰站位于市区中部，停靠往返于巴斯蒂亚和阿雅克肖一线的列车。

### 航空
距离科尔泰最近的民用航空站为巴斯蒂亚机场，距离科尔泰市中心的公路里程约60公里。

### 城市公共交通
科尔泰暂无城市公共交通系统。

## 政治

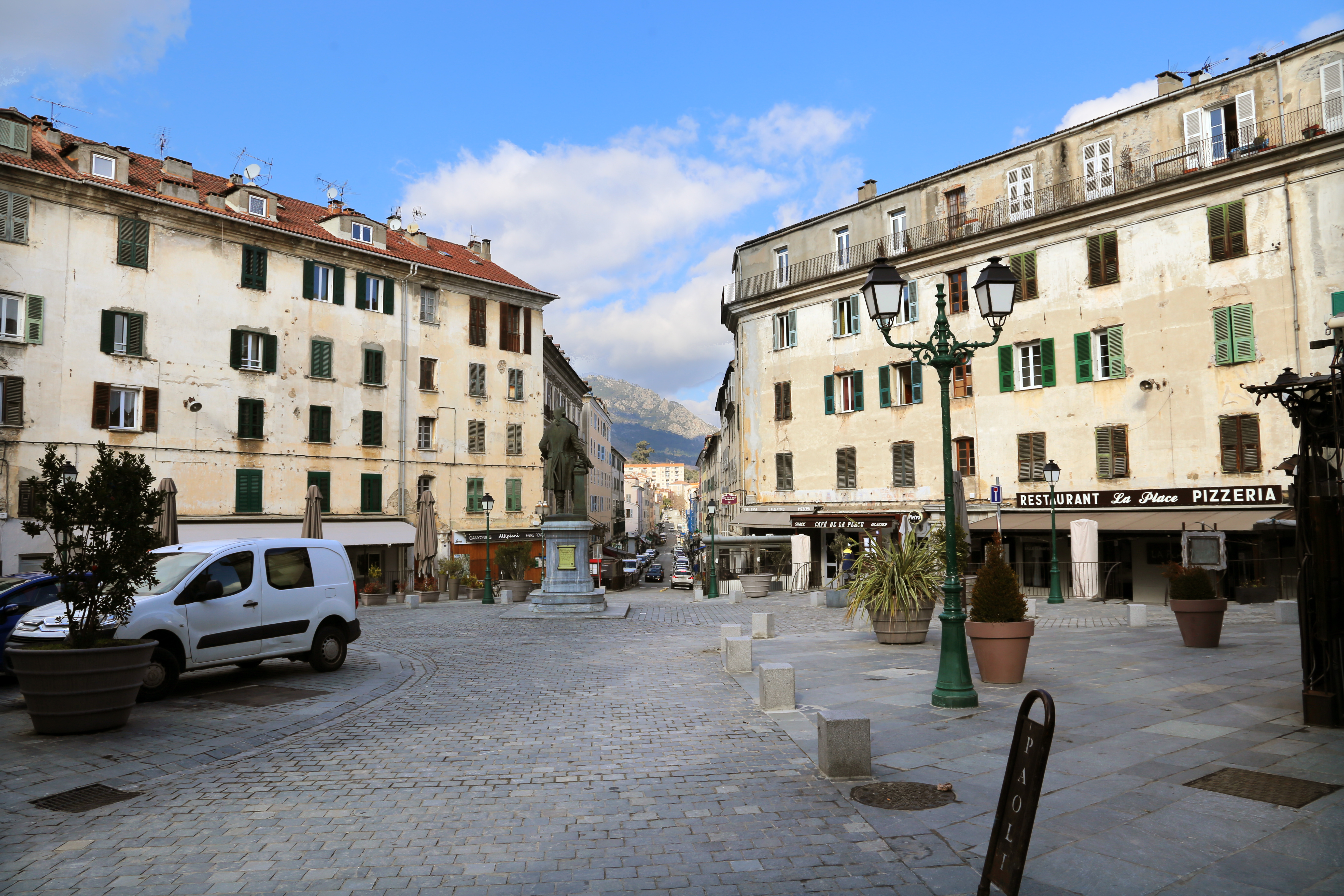
科尔泰保利广场

科尔泰的现任市长为查维耶·波利先生（Xavier Poli），他是一名无党派人士，在2020年的市政选举中获得了65.57%的支持率。
在2017年的法国总统大选中，法国第25任总统埃马纽埃尔·马克龙在科尔泰获得了57.24%的支持率。
| 科尔泰历届市长 |                 |                                    |
| 任期           | 市长            | 党派                               |
| 1971年－1983年 | 米歇尔·皮埃吕奇 | CD法国民主中心 →UDF法国民主联盟    |
| 1983年－2001年 | 让-夏尔·科洛纳  | UDR共和国保卫联盟 →RPR保衛共和聯盟 |
| 2001年－2020年 | 安托万·桑达利   | DVD右翼无党派人士                  |
| 2020年－       | 查维耶·波利     | DVD右翼无党派人士                  |

## 人口
2017年，科尔泰市镇人口数量为7,446，在法国排名第1,415位。其中男性3,495人，女性3,951人，75岁及以上人口占6.7%，外籍人口数量为3,564人，人口密度为50人/平方公里，当地居民被称为（男性）或（女性）。2018年，科尔泰境内出生48人，死亡人口74人。
| 年份   | 1936  | 1946  | 1954  | 1962  | 1968  | 1975  | 1982  | 1990  | 1999  | 2006  | 2007  | 2012  | 2017  |
| ------ | ----- | ----- | ----- | ----- | ----- | ----- | ----- | ----- | ----- | ----- | ----- | ----- | ----- |
| 人口數 | 6,014 | 5,310 | 5,033 | 5,066 | 4,948 | 5,230 | 5,177 | 5,693 | 6,329 | 6,735 | 6,747 | 7,280 | 7,446 |

## 经济
科尔泰是一个区域性的中心城市，当地共有各类用人单位1,344家，其中99.75%为中小型企业（PME），平均历史为16年，行政、医疗及社会服务是当地的主要就业岗位类型。

## 财政收入
2018年，科尔泰的财政收入总额为8,467,450欧元，财政支出总额为7,186,790欧元，当年的债务总额为1,959,670欧元。
2015年，科尔泰的人均收入总额为2,535欧元，其中高职人员为3,541欧元，普通职员为1,746欧元。
2017年，科尔泰境内的青壮年（15至64岁）失业率为12.7%，当地38.5%的家庭拥有纳税资格。

## 社会事务

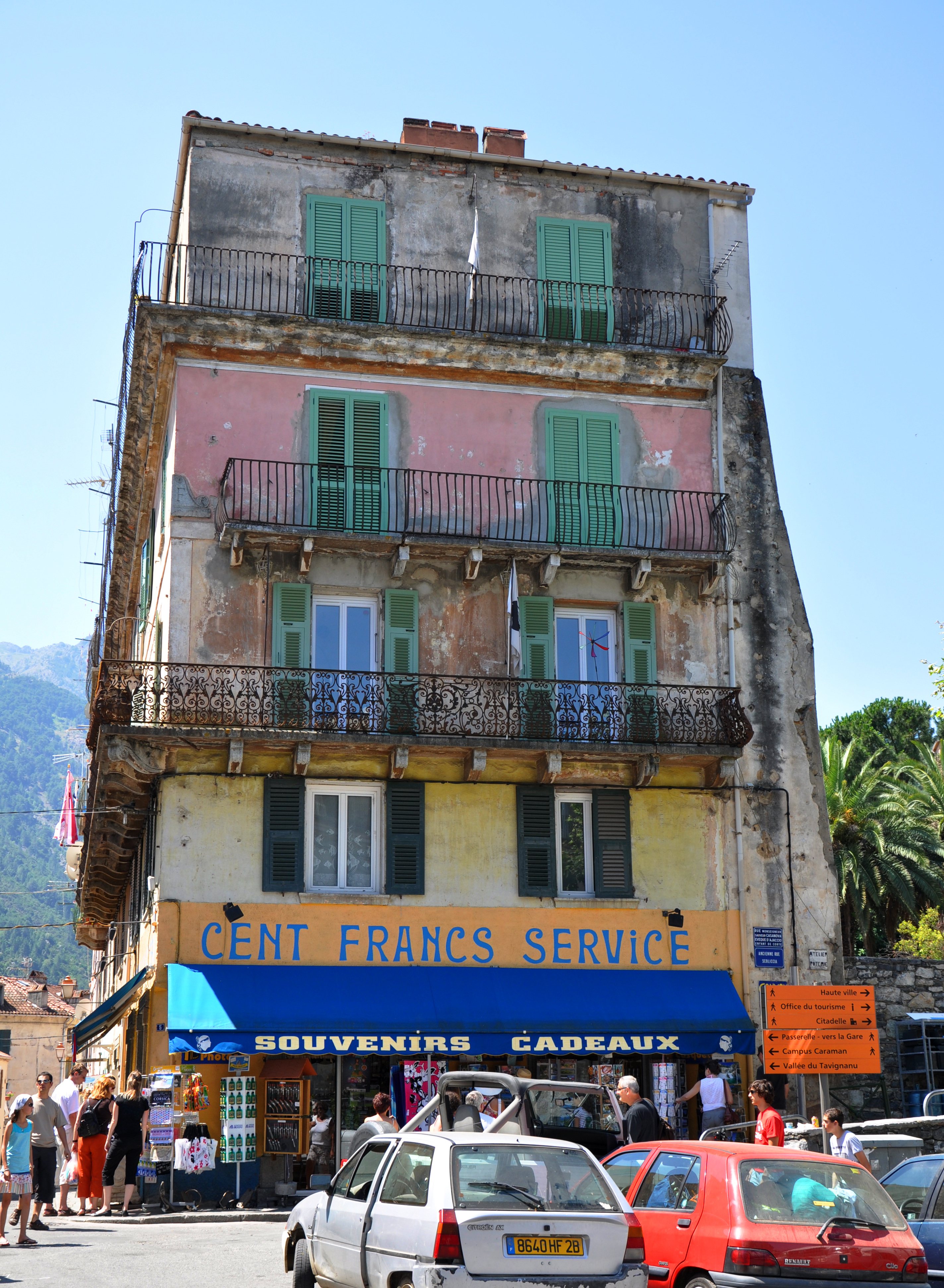
科尔泰镇中心建筑

### 教育
科尔泰属于科西嘉学区。截止2019年1月1日，科尔泰境内共有2所幼儿园、2所小学、1所初级中学和1所普通高中。 2018至2019学年度，科尔泰境内共有在校中等教育阶段学生697名。
在高等教育方面，科西嘉大学在科尔泰设有一个校区。

### 医疗
截止2019年1月1日，科尔泰境内共有全科医生7名、保健师10名、牙医5名、护士26名、眼科医生1名和皮肤科医生1名。境内共有药房3家和养老院1家。
科尔泰中心医院，全名为“科尔泰-塔托讷市际中心医院”（Centre hospitalier intercommunal Corté-Tattone），是法国的一个区域性医疗机构，其主病区位于科尔泰市区，设有床位75个，是当地规模最大的公立综合性医院。

### 住房
2017年，科尔泰境内共有各类住房4,689套，其中15.2%为独立式居民区，83.8%为集中式居民区。常住房屋占科尔泰市镇范围内居民建筑总量的78.1%。

### 商业
2018年，科尔泰境内共有各类实体商铺282家，其中餐厅74家、大型超市2家、杂货店10家、面包房12家、肉铺3家、书店4家、装饰品店2家、银行门店5家、美容美发店11家、汽车维修店10家。市区北部建有大型开放式商业街区。

### 体育
2019年，科尔泰境内共有1家游泳池、1间体育馆、1座综合体育场、4处网球场、2处足球或橄榄球场以及2处篮球或排球场。
科尔泰体育俱乐部联盟是当地的一支足球队，成立于1908年，2020至2021赛季参加法國全國丙組聯賽（法戊）。

### 环境
科尔泰的环境事务由其所属的公共社区负责。2018年，科尔泰境内暂无污染企业。

### 治安
2018年，科尔泰市镇范围内共有1处派出所和1处宪兵队。
2014年，科尔泰及附近地区共发生各类案件545起，其中盗窃类案件309起，经济类案件78起，毒品交易类案件17起。

## 文化
2019年，科尔泰境内共有1家电影院和1家博物馆。科尔泰市政府提供多媒体中心，向公众全年开放。

### 建筑
科尔泰境内有多处法国国家文物保护单位，其中科尔泰城堡、科尔泰圣母领报教堂等为当地的代表性建筑物。

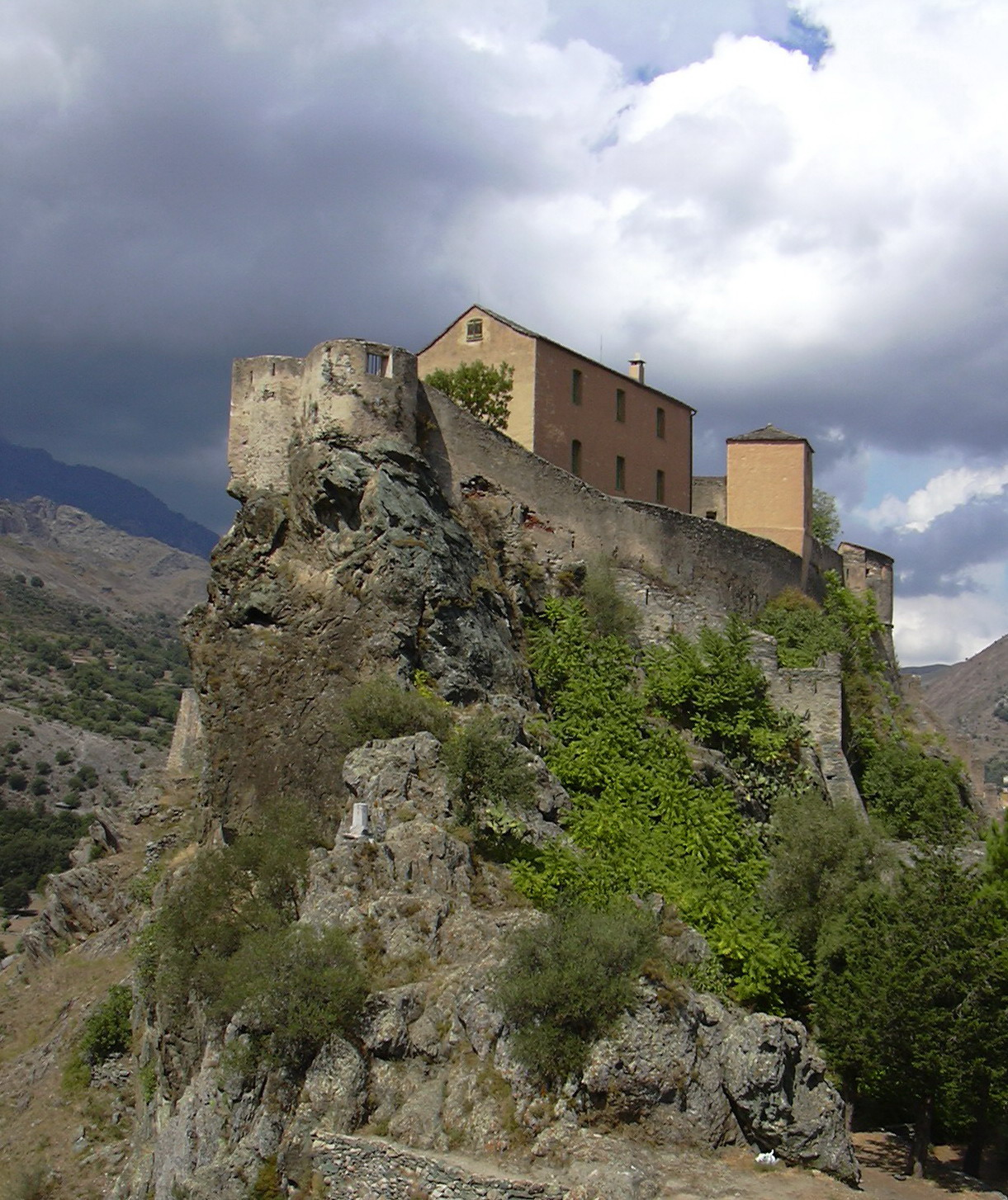
科尔泰城堡（法语：Citadelle de Corte）
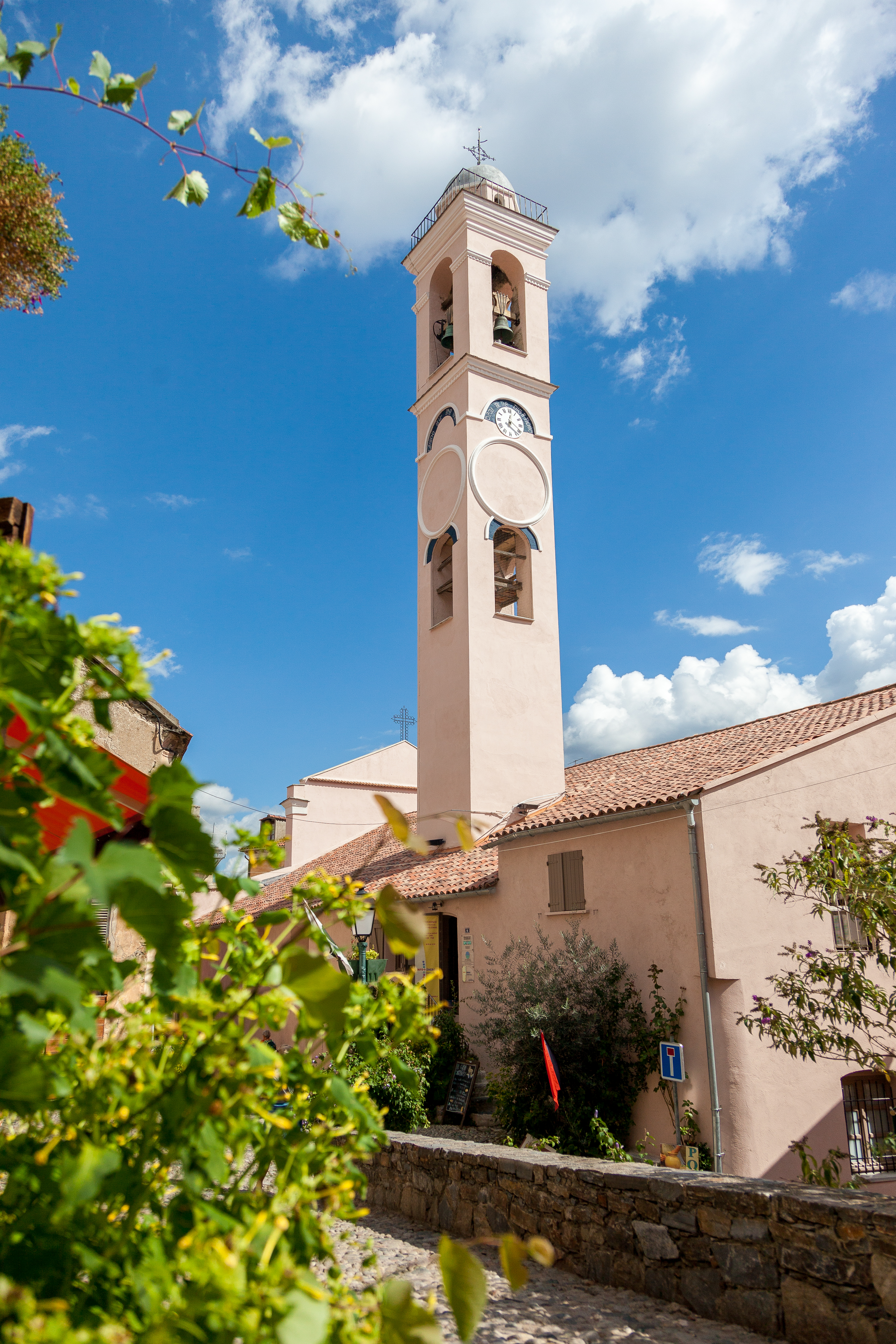
圣母领报教堂
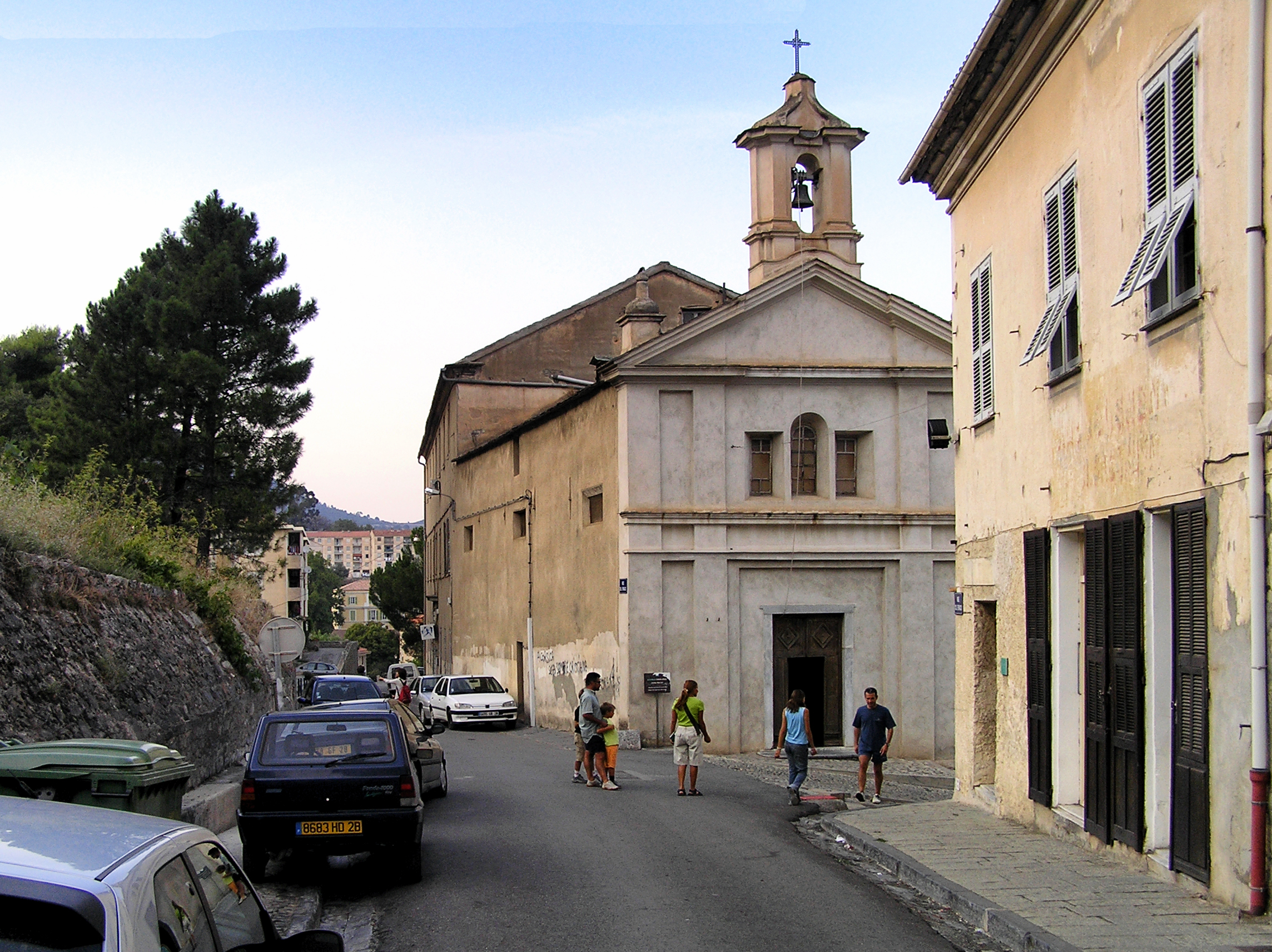
圣十字小教堂
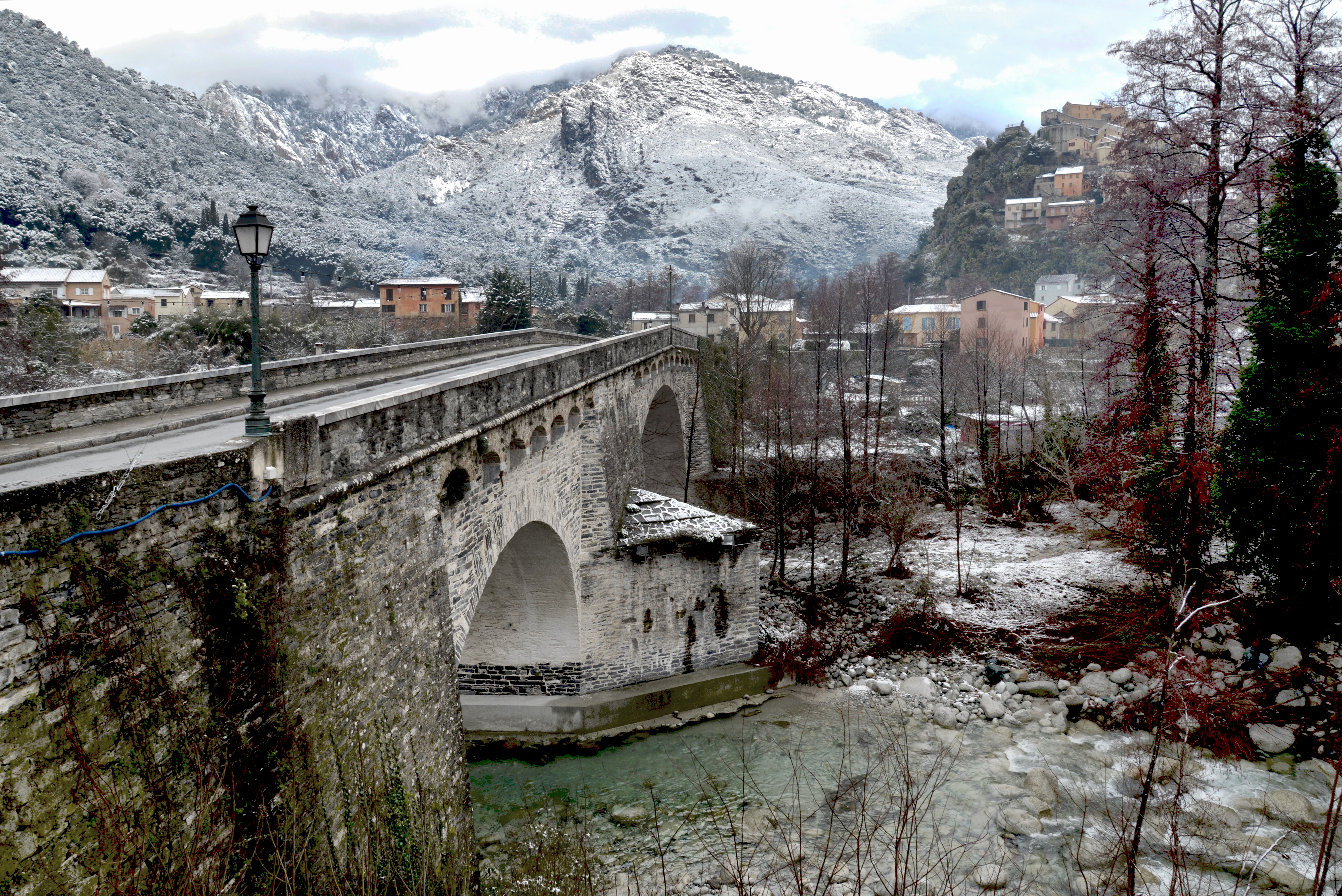
科尔泰老桥
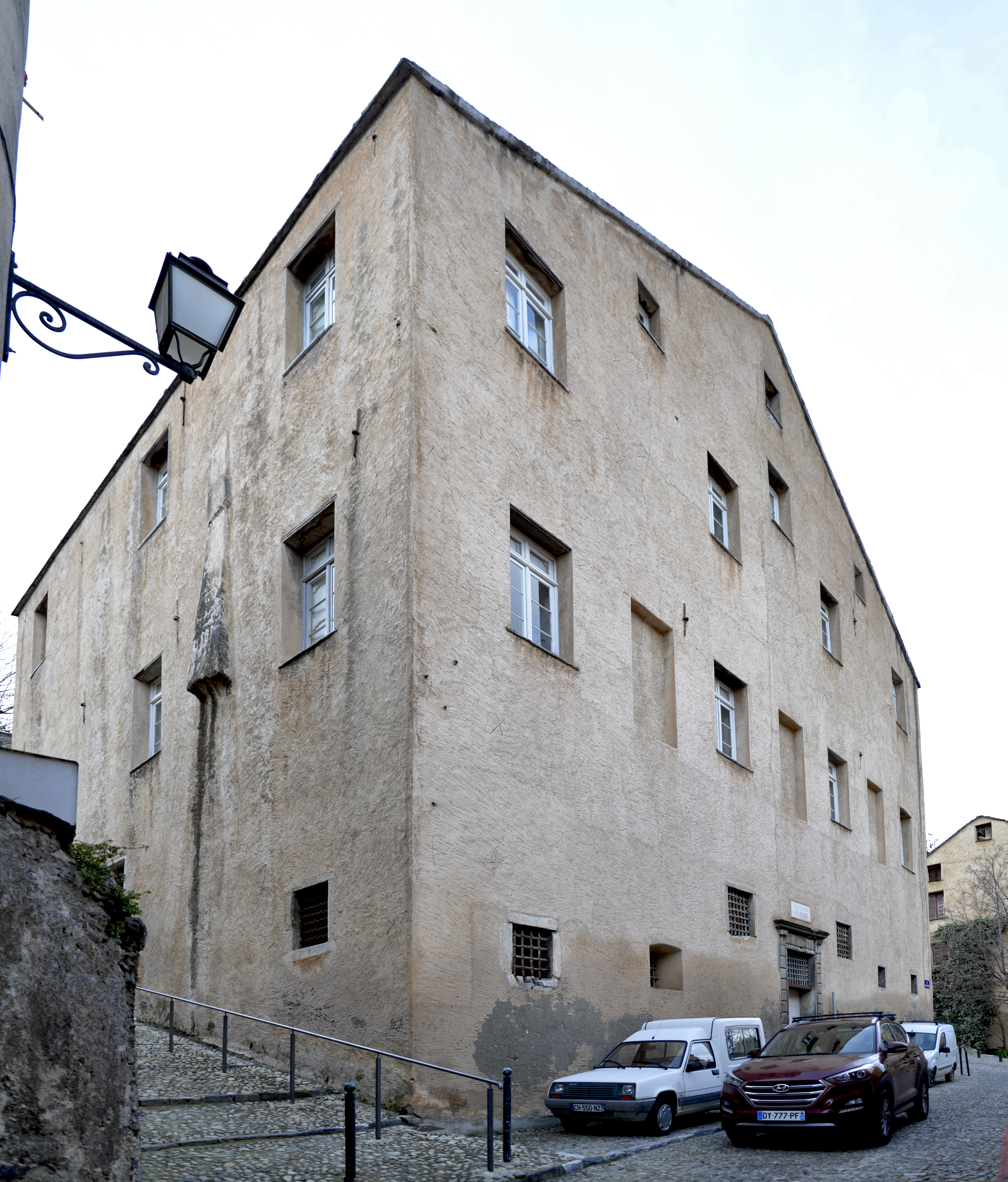
科西嘉共和国宫

### 旅游
科尔泰的旅游事务由其所属的公共社区负责。2020年，科尔泰境内共有10家宾馆共计306间房间；另有7个露营地，可容纳共437辆露营车。

### 媒体
法国主要的媒体均可在科尔泰接收，法国电视三台下属的科西嘉大区频道在部分时段播出科尔泰所属区域的地方新闻。

## 相关人物
拿破仑一世的长兄约瑟夫·波拿巴、历史学家弗朗索瓦·代尔普拉、政治家埃德蒙·西梅奥尼和足球运动员多米尼克·科洛納出生于科尔泰。

## 友好城市
截至2020年11月，科尔泰共与一座城市互为友好城市关系：
- 義大利 努奥罗